# Sybac Solar
Die SYBAC Solar GmbH ist ein Anbieter von Photovoltaik-Großanlagen. 
Die SYBAC Solar GmbH mit Sitz in Kehrig bei Koblenz besteht seit 2004. Angefangen hat das Unternehmen mit der Installation von Dachanlagen. Die SYBAC hat sich auf Projekte, Vertrieb und Montage von Anlagen zur Erzeugung von regenerativem Strom im In- und Ausland spezialisiert.
Die SYBAC Solar GmbH hat 2012 einen Jahresumsatz von etwa 200 Millionen Euro erwirtschaftet.  Bis Ende 2011 wurden über 1.000 Dachanlagen und Solarparks mit einer Gesamtleistung von über 500 Megawatt Peak (MWp) ans Netz gebracht. Damit zählt die SYBAC Solar GmbH laut der Fachzeitschrift pv magazine zu den zehn größten Solarpark-Projektentwicklern weltweit.

## Größte Solar- und Dachanlagen des Unternehmens
- Solarpark Pferdsfeld, Rheinland-Pfalz, mit 28,5 MWp
- Solarpark Eiche, Berlin, mit 26,5 MWp
- Dachanlage Ford Saarlouis, mit 3000 kW
- Dachanlage Puch D’agenais, mit 1000 kW[3]